# Rue d'Hautpoul
La rue d'Hautpoul est une voie du 19e arrondissement de Paris, en France.

## Situation et accès
La rue d’Hautpoul est une voie publique située dans le 19e arrondissement de Paris. Elle débute au 56, rue de Crimée et se termine au 140, avenue Jean-Jaurès.

## Origine du nom
Cette voie porte le nom du général Jean Joseph Ange d'Hautpoul (1754-1807), qui mourut lors de la bataille d’Eylau.

## Historique
Cette voie résulte de la réunion de voies des anciennes communes de Belleville et de la Villette, le « chemin de La Villette à Belleville », indiqué en 1730, devenu par la suite une partie de la « rue de La Villette » et de la « rue de Belleville » qui ont fusionné en 1863 sous le nom de « rue d'Hautpoul ».
Le 30 janvier 1918, durant la première Guerre mondiale, le no 44 rue d'Hautpoul est touché lors d'un raid effectué par des avions allemands.
Il existait au no 44 une cité principalement habitée par des chiffonniers et qui sera l'un des foyers de l'épidémie de peste de Paris de 1920,.
En 1942, une attaque à la grenade d'un détachement allemand dans cette rue fut réprimée par l'exécution d'otages communistes au Fort de Romainville.

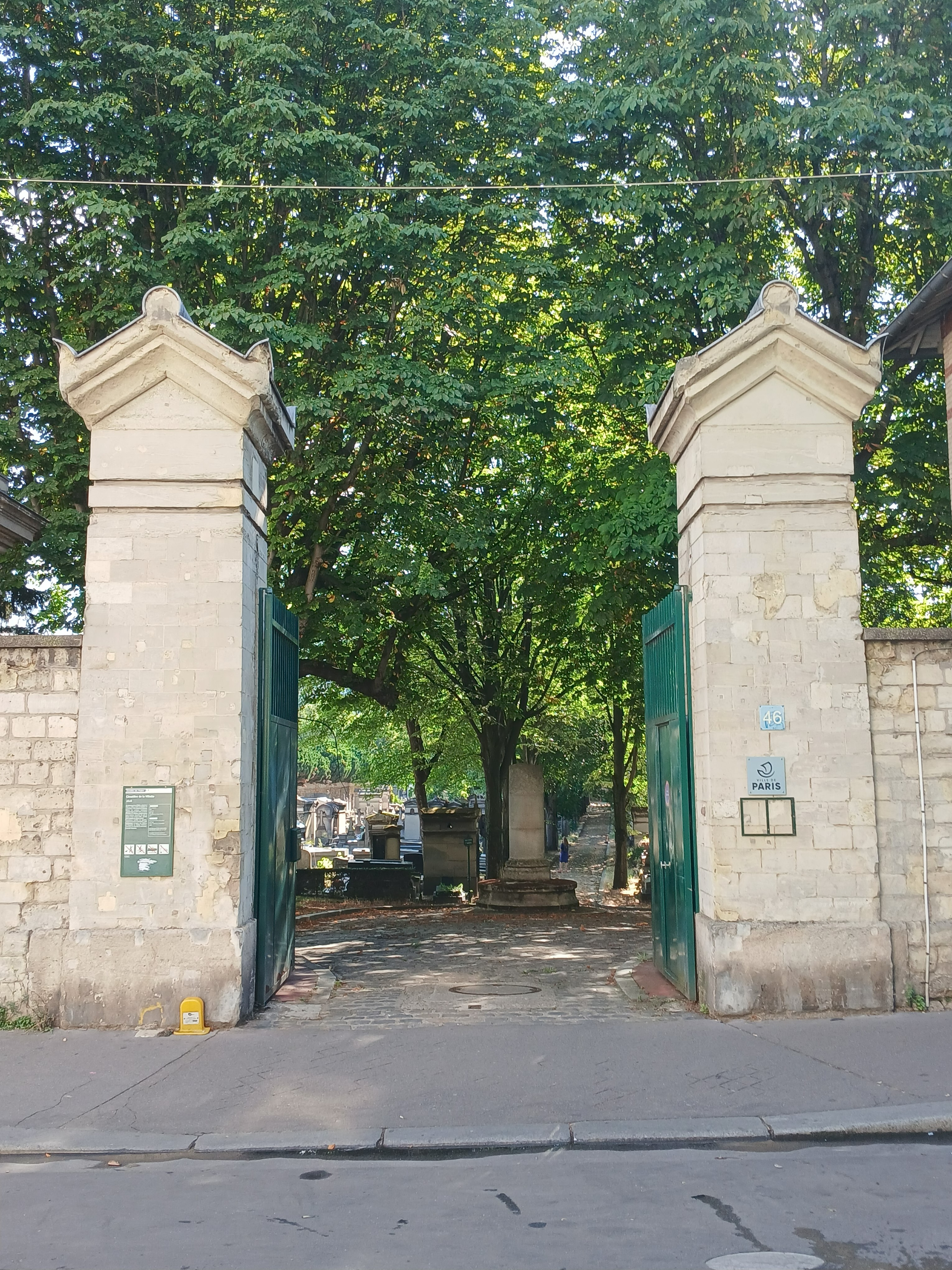

## Lieux remarquables
Au n° 46 se trouve l'entrée du cimetière de la Villette.